# Спікард (Міссурі)
Спікард (англ. Spickard) — місто (англ. city) в США, в окрузі Ґранді штату Міссурі. Населення — 222 особи (2020).

## Географія
Спікард розташований за координатами 40°14′35″ пн. ш. 93°35′32″ зх. д. / 40.24306° пн. ш. 93.59222° зх. д. (40.243160, -93.592240).  За даними Бюро перепису населення США в 2010 році місто мало площу 1,64 км², уся площа — суходіл.

## Демографія
Згідно з переписом 2010 року, у місті мешкали 254 особи в 112 домогосподарствах у складі 68 родин. Густота населення становила 155 осіб/км².  Було 148 помешкань (91/км²).
Расовий склад населення:
| - 98,4 % — білих |

До двох чи більше рас належало 1,2 %. Частка іспаномовних становила 1,6 % від усіх жителів.
За віковим діапазоном населення розподілялося таким чином: 23,2 % — особи молодші 18 років, 59,5 % — особи у віці 18—64 років, 17,3 % — особи у віці 65 років та старші. Медіана віку мешканця становила 41,0 року. На 100 осіб жіночої статі у місті припадало 100,0 чоловіків;  на 100 жінок у віці від 18 років та старших — 95,0 чоловіків також старших 18 років.
Середній дохід на одне домашнє господарство  становив 32 364 долари США (медіана — 24 545), а середній дохід на одну сім'ю — 38 553 долари (медіана — 34 500). За межею бідності перебувало 44,6 % осіб, у тому числі 74,3 % дітей у віці до 18 років та 21,4 % осіб у віці 65 років та старших.
Цивільне працевлаштоване населення становило 97 осіб. Основні галузі зайнятості: будівництво — 25,8 %, фінанси, страхування та нерухомість — 16,5 %, мистецтво, розваги та відпочинок — 15,5 %.